# Tomi Ungerer
Tomi Ungerer, właśc. Jean-Thomas Ungerer (ur. 28 listopada 1931 w Strasburgu, zm. 8 lutego 2019 w Cork) – francusko-niemiecki pisarz (sam określał się Alzatczykiem), tworzący po francusku, angielsku i niemiecku.
Światowej sławy francuski ilustrator i autor ponad 70 dzieł, w tym dwóch tuzinów książek dla dzieci. Laureat prestiżowej nagrody zwanej Noblem literatury dziecięcej – Hans Christian Andersen Award (1998). Jako niestrudzony obrońca wartości, takich jak tolerancja i wzajemne poszanowanie kultur, a także zagorzały przeciwnik rasizmu, Tomi Ungerer został w 2000 roku mianowany przez Radę Europy Ambasadorem Dobrej Woli ds. Dzieci i Edukacji.
Książki Tomiego Ungerera przetłumaczono na 39 języków. W Polsce ukazują się od 2009 roku, wyłącznie nakładem wydawnictwa Format. Dotychczas ukazały się: „Księżycolud”, „Trzej zbójcy”, „Przygody rodziny Mellopsów” oraz „Otto. Autobiografia pluszowego misia”.
We wczesnym okresie twórczości Ungerer inspirował się ilustracjami The New Yorker, zwłaszcza Saula Steinberga. W 1956 przeprowadził się do USA, gdzie w wydawnictwie Harper & Row opublikował swoją pierwszą książkę dla dzieci „The Mellops Go Flying”. Kolejna, „Moon Man”, spotkała się z uznaniem krytyków.
Ungerer pracował jako ilustrator dla czasopism: The New York Times, Esquire, Life, Harper’s Bazaar, The Village Voice. Oprócz książek dla dzieci jest autorem wielu publikacji dla dorosłych: o tematyce erotycznej oraz wydźwięku antywojennym.
Rękopisy i ilustracje wczesnych prac Ungerer ofiarował Children’s Literature Research Collection at the Free Library of Philadelphia.
W 2007 w Strasburgu, rodzinnym mieście autora, powstało poświęcone mu muzeum: The Musée Tomi Ungerer/Centre international de l’illustration.
Ungerer dzielił swój czas między Irlandią (gdzie wraz z żoną zamieszkał w 1976) a Strasburgiem.

## Twórczość

### Książki dla dzieci
- The Mellops Go Flying (1957), (Rodzina Mellopsów leci samolotem, polskie wydanie w zbiorze „Przygody rodziny Mellopsów”, przekład Dorota Hartwich, Format, Wrocław 2010)
- Mellops Go Diving for Treasure (1957), (Rodzina Mellopsów leci samolotem)
- Crictor (1958)
- The Mellops Strike Oil (1958), (Rodzina Mellopsów odkrywa złoże ropy naftowej)
- Adelaide (1959)
- Christmas Eve at the Mellops (1960), (Rodzina Mellopsów świętuje Boże Narodzenie)
- Emile (1960)
- Rufus (1961)
- The Three Robbers (1961), polskie wydanie „Trzej zbójcy”, przekład Michał Rusinek, Format, Łagiewniki 2009
- Snail, Where Are You? (1962)
- Mellops Go Spelunking (1963), (Rodzina Mellopsów w jaskini)
- Flat Stanley (1964) – ilustracje Tomi Ungerer, tekst Jeff Brown
- One, Two, Where's My Shoe? (1964)
- Beastly Boys and Ghastly Girls (1964) – ilustracje Tomi Ungerer, opracowanie William Cole
- Oh, What Nonsense! (1966) – ilustracje Tomi Ungerer, redakcja William Cole
- Orlando, the Brave Vulture (1966)
- What's Good for a 4-Year-Old? (1967) – ilustracje Tomi Ungerer, tekst William Cole
- Moon Man (Der Mondmann, Diogenes Verlag AG Zürich, 1966), polskie wydanie „Księżycolud”, przekład Michał Rusinek, Format, Wrocław 2011
- Zeralda's Ogre (1967)
- Ask Me a Question (1968)
- The Sorcerer’s Apprentice (1969) – text by Barbara Hazen
- Oh, How Silly! (1970) – art by Tomi Ungerer, edited by William Cole
- The Hat (1970)
- I Am Papa Snap and These Are My Favorite No Such Stories (1971)
- The Beast of Monsieur Racine (1971)
- The Hut (1972)
- Oh, That's Ridiculous! (1972) – art by Tomi Ungerer, edited by William Cole
- No Kiss for Mother (1973)
- Allumette; A Fable, with Due Respect to Hans Christian Andersen, the Grimm Brothers, and the Honorable Ambrose Bierce (1974)
- Tomi Ungerer's Heidi: The Classic Novel (1997) – ilustracje Tomi Ungerer, tekst Johanna Spyri
- Flix (1998)
- Tortoni Tremelo the Cursed Musician (1998)
- Otto: The Autobiography of a Teddy Bear (1999), polskie wydanie „Otto. Autobiografia pluszowego misia”, przekład Michał Rusinek, Format, Wrocław 2011
- Zloty (2009)

### Książki dla dorosłych
- Der Herzinfarkt (1962)
- The Underground Sketchbook (1964)
- The Party (1966)
- Fornicon (1969)
- Tomi Ungerer's Compromises (1970)
- Poster Art of Tomi Ungerer (1972)
- America (1974)
- Totempole (1976)
- Babylon (1979)
- Cat-Hater's Handbook, Or, The Ailurophobe's Delight (1981) – co-authored by William Cole
- Symptomatics (1982)
- Rigor Mortis (1983)
- Slow Agony (1983)
- Heute hier, morgen fort (1983)
- Far out Isn't Far Enough (1984)
- Femme Fatale (1984)
- Schwarzbuch (1984)
- Joy of Frogs (1985)
- Warteraum (1985)
- Schutzengel der Hölle (1986)
- Cats As Cats Can (1997)
- Tomi: A Childhood Under the Nazis (1998)
- Liberal Arts: The Political Art of Tomi Ungerer (1999)
- Erotoscope (2002)

### Wystawy
- Berlin, 1962. Posters against racism and the Vietnam War

### Inne prace
- plakat filmowy: Dr. Strangelove (1964)
- projekt fontanny w Strasburgu (1988)